# Juan Crisóstomo de Arriaga
Juan Crisóstomo Jacobo Antonio de Arriaga y Balzola (Bilbao, 27 gennaio 1806 – Parigi, 17 gennaio 1826) è stato un compositore spagnolo di origine basca.

## Biografia
Nato a Bilbao, al n. 51 della calle Somera (oggi n. 12), venne battezzato lo stesso giorno nella parrocchia dei Santi Giovanni. Era l'ottavo figlio (tre erano tuttavia già morti quando nacque) di Juan Simón de Arriaga, organista a Berriatua, che gli insegnò i fondamenti della musica. Grazie al proprio talento, Juan Crisóstomo divenne allievo di Faustino Sanz, famoso violinista. A 11 anni già componeva e rappresentava opere nelle società filarmoniche di Bilbao, al punto da essere chiamato in seguito "il Mozart spagnolo" e "il Mozart basco".
A 15 anni, per volere del padre, continuò la sua formazione presso il Conservatorio di Parigi, dove studiò violino con Pierre Baillot, armonia con François-Joseph Fétis e contrappunto con Luigi Cherubini. In questo conservatorio fu nominato professore assistente di Fétis nel 1824. Morì a Parigi a soli 19 anni di tubercolosi.
Era parente di Rodrigo de Arriaga.

## Fama dopo la morte
Le sue opere, delle quali erano stati pubblicati solo i quartetti, caddero nell'oblio fino a quando, alla fine del XIX secolo, il movimiento del nazionalismo musicale basco lo fece assurgere a mito, più per il suo immenso potenziale che per le opere composte. A Bilbao, sua città natale, è stato costruito un teatro che porta il suo nome (il Teatro Arriaga), ed è stato eretto un monumento in suo onore.
La sua musica si può mettere in relazione con Haydn e col primo Beethoven. Dopo la sua morte, la storia della vita di Arriaga è stata miticizzata (l'unica fonte biografica affidabile è costituita da alcune notizie di Fétis) e si sono volute trovare delle somiglianze con Mozart: nacque esattamente 50 anni dopo e aveva lo stesso nome (Juan Crisóstomo equivale in spagnolo a Johannes Chrysostomus), per quanto non si tratti di una strana coincidenza, dal momento che all'epoca si usava battezzare i bambini col nome del santo del giorno in cui erano nati e una delle festività di San Giovanni Crisostomo si celebrava il 27 gennaio. Anche la precocità del compositore, che suonava il violino a 3 anni e compose la sua prima opera a 13, ricorda quella di Mozart.

## Le opere
Della sua produzione sinfonica si sono conservate le Ouvertures Op. 1, Op. 20 e l'Ouverture per la sua opera in due atti Gli schiavi felici, su libretto del celebre drammaturgo Luciano Francisco Comella. Benché sia stata composta per intero, l'ouverture è tutto quello che ci è pervenuto di quest'opera. Completa il suo catalogo della musica orchestrale la Sinfonia in re maggiore.
L'opera più famosa di Arriaga è senza dubbio rappresentata dai tre quartetti per archi, uniche composizioni pubblicate quando il compositore era in vita.
Un'altra parte importante della sua produzione è quella vocale, comprendente arie, cantate e musica religiosa, tra cui spicca lo Stabat Mater per due tenori, basso e orchestra.
Scrisse inoltre alcuni piccoli pezzi e studi per piano e per violino.

### Musica religiosa
- Audi benigne
- Misa a cuatro voces (perduta)
- Salve Regina (perduto)
- Et vitam ventura, fuga per otto voci (perduta)
- Stabat Mater, mottetto per due tenori, basso e orchestra (1822)
- O salutaris Hostia, mottetto per due tenori, basso e orchestra d'archi (1823)
- Stabat Mater, per due tenori, basso e orchestra

### Musica strumentale
- Nada y mucho, Op. 1, (ottetto) (1817)
- Ouverture nonetto, per piccola orchestra, Op. 2 (1818)
- Patria, inno per coro e orchestra, Op. 3 (1819)
- Cántabros nobles, inno per coro e orchestra, Op. 4 (1819)
- Marcia militare, per banda (1819)
- Romanza per pianoforte (1819)
- Tema variato per quartetto d'archi, Op. 17 (1820)
- Ouverture per orchestra in re maggiore, Op. 20 (1821)
- Variazioni sul tema "La húngara" per violíno con accompagnamento di basso ad libitum, Op. 22 (1821)
- Variazioni sul tema "La húngara" per quartetto d'archi, Op. 23 (1822)
- Tre studio o capricci per piano (1822)
- Tre quartetti (1823)
- Quartetto per archi n. 1 in re minore
- Quartetto per archi n. 2 in la maggiore
- Quartetto per archi n. 3 in mi bemolle maggiore
- Sinfonia in re per grande orchestra (c. 1824)

### Musica vocale
- Edipo, aria per tenore e orchestra. Scena lirico-drammatica (c. 1825)
- Erminia, cantata lirico-drammatica per soprano e orchestra, da un episodio del poema Gerusalemme liberata di Torquato Tasso (c. 1825)
- Gli schiavi felici, opera in due atti (1820)
- Ma tante aurore, duo per tenore, basso e orchestra. Scena lirico-giocosa (c. 1825)
- Medea, aria per soprano e orchestra. Scena lirico-drammatica (c. 1825)
- Agar en el desierto, cantata lirico-drammatica per soprano, tenore e orchestra (1825-1826)